# Van Tuşba Belediyespor
El Van Tuşba Belediyespor fue un equipo de fútbol de Turquía que alguna vez jugó en la Superliga de Turquía, la primera categoría de fútbol en el país.

## Historia
Fue fundado en el año 1974 en la ciudad de Van, al este de Turquía con el nombre Vanspor y sus colores eran blanco y azul, y en la temporada 1993/94 logra por primera vez el ascenso a la Superliga de Turquía. En su temporada de debut el club terminó en 12º lugar entre 18 equipos, lejos de los primeros lugares pero también alejado de los puestos de descenso.
El club estuvo tres temporadas consecutivas en la Superliga de Turquía hasta que descendió en 1998 al terminar en último lugar entre 18 equipos, pero en la temporada siguiente ganarían el título de la TFF Primera División y retornarían a la máxima categoría.
Su segunda etapa en la Superliga de Turquía fue bastante corta luego de terminar en último lugar entre 18 equipos y al descender de categoría el club experimentaba una serie de problemas financieros que provocaron que el club descendiera de categoría en dos temporadas consecutivas, terminando con el descenso de la TFF Tercera División en la temporada 2002/03 y cambiando su nombre por el de İl Özel İdaresi Vanspor formando parte de la Superliga Aficionada de Van.
En 2013 cambia su nombre por el de Van Tuşba Belediyespor, cambiando sus colores a amarillo y negro, jugando por una temporada más en la liga aficionada de la ciudad hasta que desaparece en 2014 luego de fusionarse con el Van Büyükşehir Belediyespor, pero por malos manejos administrativos, todos los aficionados del club pasaron a apoyar a la fusión.

## Palmarés
- TFF Primera División: 1

1998/99

## Temporadas
- Süper Lig: 1994-1998, 1999-2000
- 1. Lig: 1998,1999, 2000-2002
- 2. Lig: 1983-1994, 2002-2003
- 3. Lig: 2003-2004
- Amatör Lig: 2004-2014